# جاليكانو نيل لاتسيو
جاليكانو نيل لاتسيو هي كومونا (مقاطعة) في مدينة روما الحضرية في المنطقة الإيطالية لاتيوم ، وتقع على بعد حوالي 25 كيلومترا (16 ميل) شرق روما وعند أقدام مونتي برينيستيني.

## تاريخي
وفي العصر الروماني ، كانت تعرف باسم بيدوم، وقد تم ذكر القلعة هنا في عام 984 ميلادي ، و تسمى كاستروم غاليكانو، هنا نما دير البينديكتين في العام التالي ، الذي امتلكه لاحقا دير سان باولو فووري لو مورا، غاليكانو من القرن الثالث عشر كان ملكا لعائلة كولونا ، والبابا مارتن الخامس من عائلة (كولونا) أقام هنا في عام 1424.
وفي عام 1501 غزتها بورجيا ، على الرغم من أنها أعيدت إلى كولونا بعد وفاة البابا ألكسندر السادس، و تم تدمير القلعة في عام 1526 وأعيد بناؤها بعد أربع سنوات، في عام 1622 ، و استحوذت عائلة لودوفيسي على غاليكانو ، ثم تليها عائلة روسبيليوسي بالافيتشيني في عام 1633 ، والتي احتفظت بها حتى عام 1839.

## روابط خارجية
- Official website